# Cedille
| ◌¸                         | ◌¸                   |
| Diakritische Zeichen       | Diakritische Zeichen |
| Bezeichnung                | Zeichen              |
| -------------------------- | -------------------- |
| Akut, einfach              | ◌́                    |
| Akut, doppelt              | ◌̋                    |
| Breve, darüber             | ◌̆                    |
| Breve, darunter            | ◌̮                    |
| Cedille, darunter          | ◌̧                    |
| Cedille, darüber           | ◌̒                    |
| Gravis, einfach            | ◌̀                    |
| Gravis, doppelt            | ◌̏                    |
| Haken                      | ◌̉                    |
| Hatschek                   | ◌̌                    |
| Horn                       | ◌̛                    |
| Komma, darunter            | ◌̦                    |
| Koronis                    | ◌̓                    |
| Makron, darüber            | ◌̄                    |
| Makron, darunter           | ◌̱                    |
| Mittelpunkt                | ·                    |
| Ogonek                     | ◌̨                    |
| Punkt, darüber             | ◌̇                    |
| Punkt, darunter            | ◌̣                    |
| Querstrich                 | ◌̶                    |
| Ring, darüber              | ◌̊                    |
| Ring, darunter             | ◌̥                    |
| diakritischer Schrägstrich | ◌̷                    |
| Spiritus asper             | ◌̔                    |
| Spiritus lenis             | ◌̓                    |
| Tilde, darüber             | ◌̃                    |
| Tilde, darunter            | ◌̰                    |
| Trema, darüber             | ◌̈                    |
| Trema, darunter            | ◌̤                    |
| Zirkumflex                 | ◌̂                    |

Cedille; Font: Garamond

Eine Cedille [seˈdiːj(ə)] (französisch cédille, spanisch cedilla, portugiesisch cedilha, türkisch Sedil, eigentlich „kleines Z“; auch Zedille, Zedilla, Cedilha), entsprechend ihrer Zeichengestalt auch Hakenstrich, ist ein diakritisches Zeichen zur Kennzeichnung einer besonderen Aussprache eines Buchstabens. Es ist ein links gekrümmtes Häkchen in der Mitte unter dem Buchstaben, das einer 5, einem kleinen gespiegelten c, einem kleinen s oder einem z mit Unterschlinge ähneln kann. Die Cedille steht meist am C bzw. c.

## Herkunft

Visigotische Cedille

Ursprünglich war die Cedille kein diakritisches Zeichen. Vielmehr entwickelte sich das C mit Cedille aus dem sogenannten westgotischen Z, das auf der Iberischen Halbinsel und in Südfrankreich verbreitet war. Dessen obere Schlinge wurde vergrößert und zum C umgedeutet, während die untere zum verkleinerten Anhängsel, der Cedille, wurde.

## Verwendung
Ein C/c mit Cedille (Ç/ç) kommt in romanischen Sprachen vor (z. B. Französisch, Portugiesisch, Katalanisch), aber auch im Niederländischen, im Albanischen, im Aserbaidschanischen und im Türkischen. Teilweise wird es auch in Direktentlehnungen aus dem Französischen in andere Sprachen exportiert (z. B. englisch façade).
Die Funktion des Zeichens ist je nach Sprache verschieden. Im Französischen (und damit auch Englischen), Katalanischen, Portugiesischen und Niederländischen hat es die Funktion, die Aussprache des Buchstaben »c« zu verändern: Ein ç wird vor den Vokalen a, o und u nicht als [⁠k⁠], sondern als [⁠s⁠] ausgesprochen, also genau so, wie c vor e und i ausgesprochen wird. Im Altspanischen, Alt-Okzitanischen und Venezianischen unterscheidet es sich vom normalen weichen c und wurde bzw. wird als [⁠ts⁠] gesprochen.
Im Türkischen hingegen macht die Cedille unter dem C aus einem weich gesprochenen [⁠dʒ⁠] ein hartes [⁠tʃ⁠]. Im Albanischen wird das ç ebenfalls als [⁠tʃ⁠] ausgesprochen, ein normales c hingegen als [⁠ts⁠].
Im internationalen phonetischen Alphabet (IPA) verwendet man [⁠ç⁠], um den stimmlosen palatalen Frikativ (Zungen-Gaumen-Reibelaut) wie in „ich“ darzustellen.
Ein S/s mit Cedille (Ş/ş) steht im Türkischen, Aserbaidschanischen und anderen Turksprachen für den Laut [⁠ʃ⁠].
Auf Webseiten mit rumänischem Text sieht man häufig „Ş“ und „Ţ“ mit Cedille. Die korrekten Zeichenformen in rumänischem Text sind jedoch „Ș“ und „Ț“, also mit einem Unterkomma. Dieses Unterkomma heißt im Rumänischen Virguliță (etwa: „kleines Komma“).
Im Lettischen verwendet man die Cedille bei den Buchstaben G, K, L, N und in manchen Traditionen auch R (Ģģ, Ķķ, Ļļ, Ņņ, Ŗŗ). Beim kleinen g steht die Cedille über dem Buchstaben (ģ). Sie bezeichnet eine Weichung (lettisch mīkstinājuma zīme „Erweichungszeichen“), das heißt, die Aussprache der Buchstabe wird weicher (ņ=gn, ļ=gl des Italienischen und Ähnliches). In der lettischen Typografie wird die Cedille meist in Gestalt eines Kommas wiedergegeben.
Die marshallesische Sprache verwendete früher die Buchstaben L, M, N und O mit Cedille (Ļļ, M̧m̧, Ņņ, O̧o̧). In der aktuellen Orthographie wird stattdessen ein Punkt unter den Buchstaben gesetzt (Ḷḷ, Ṃṃ, Ṇṇ, Ọọ).

## Zeichenkodierung
In Unicode ist das Zeichen als COMBINING CEDILLA unter U+0327 (dezimal 807) definiert, so dass zum Beispiel ein kleines c mit Cedille als U+0063 U+0327 kodiert werden kann und dementsprechend in HTML mit c&#x327; oder c&#807;; das Ergebnis sieht so aus: „ç“. Das wesentlich seltener benötigte Zeichen einer einzeln stehenden Cedille ist U+00B8 CEDILLA (dezimal 184), in HTML &cedil;, das Ergebnis sieht so aus: „¸“.
Für die Buchstaben, die am häufigsten mit Cedille benutzt werden, definiert Unicode auch Kodierungen für den zusammengesetzten (precomposed) Buchstaben, z. B. U+00C7 LATIN CAPITAL LETTER C WITH CEDILLA – „Ç“, in HTML &Ccedil; – sowie U+00E7 LATIN SMALL LETTER C WITH CEDILLA − „ç“, in HTML &ccedil;. Mit der Unicode-Version 3.0 wurden 1999 zusätzliche Unicode-Zeichen für die korrekte Darstellung der rumänischen Buchstaben mit Unterkomma eingeführt.

## Eingabe mit der Tastatur
Mit der deutschen Standard-Tastaturbelegung E1 und der Tastaturbelegung T2 wird das Zeichen als Alt Gr + j eingegeben. (Merkregel: Der Buchstabe j zeigt genau wie die Cedille unten nach links). Diese Kombination wirkt als Tottaste, das heißt, sie ist vor dem Grundbuchstaben einzugeben.
Auf den Tastaturen französischsprachiger Länder ist das ç als Kleinbuchstabe direkt einzugeben. Auf der schweizerischen Tastatur muss die Kombination ⇧ Umschalt + 4 gedrückt werden. Auf der französischen und der belgischen Tastatur findet es sich als erste Zeichenbelegung auf der Taste 9. Das Drücken der Umschalttaste ist also nicht nötig. Auf all diesen Tastaturen ist die direkte Eingabe des Großbuchstaben Ç nicht möglich. Wie auf Tastaturen vorzugehen ist, welche für ç und Ç keine Taste reserviert haben, ist in den folgenden Abschnitten beschrieben.

### Windows
Unter Windows lassen sich mit dem Cedille kombinierte Buchstaben mit Alt + Nummer auf dem Zahlenblock erzeugen:
- Alt + 128 → Ç
- Alt + 135 → ç

Hierbei muss die Alt-Taste gedrückt und gehalten und erst nach Eingabe der Zahlen wieder losgelassen werden. Die meisten Programme erlauben (bei eingestellter Codepage Windows-1252 „westeuropäisch“) nur diese beiden Buchstaben. In einigen Programmen (z. B. der Zeichentabelle) kann man auch Unicode-Werte über 255 eingeben, beispielsweise:
- Alt + 350 → Ş
- Alt + 351 → ş

Benutzt man Microsoft Word, so kann man auch mit der Tastenkombination Strg + , (Komma), gefolgt von einem großen oder kleinen c, die Cedille schreiben.

### X unter Unix/Linux
Unter X lässt sich die Cedille in der deutschen Tastaturbelegung (mit Tottasten) per Alt Gr + Akzent-Taste (Taste mit »´« und »`« auf deutschen Tastaturen, meist rechts neben „ß“) mit einigen Buchstaben kombinieren oder als Kompositum Buchstabe + Komma eingeben.

### Mac OS X
Bei Mac OS X benutzt man die Tastenkombination Alt + c (+ ⇧ Umschalt-Taste für ein Ç).

### Chrome OS
Unter Chrome OS stellt im deutschen Tastaturlayout Alt Gr + ´ die Tottaste für die Cedille dar. „Ķ“ wird also geschrieben: Alt Gr + ´, K. Für ç und Ç reicht als Vereinfachung auch bloß ´.

### TeX und LaTeX
TeX und LaTeX können beliebige Zeichen mit Cedille darstellen. Es gibt dazu im Textmodus für den Textsatz den Befehl  \c c (oder anders geschrieben \c{c}), der ein ç erzeugt.